# Tyspanodes albidalis
Tyspanodes albidalis là một loài bướm đêm trong họ Crambidae.